# George Gipps
George Gipps (1791 – 28 février 1847) est un homme politique britannique. Il est gouverneur de Nouvelle-Galles du Sud, alors colonie britannique, entre 1838 et 1846. Il occupa son poste pendant une période de grand changement pour la Nouvelle-Galles du Sud ainsi que pour l'Australie et la Nouvelle-Zélande qui fut administrée pendant la plus grande partie de son mandat comme une dépendance de la Nouvelle-Galles du Sud. Les colons de l'époque n'approuvèrent pas la façon dont il transmit le pouvoir à un gouvernement local responsable mais ses contemporains du Ministère des Colonies le trouvèrent administrateur très capable.

## Jeunesse
Gipps est né en 1791 à Ringwould dans le Kent en Angleterre et était le fils du révérend George Gipps. Il finit ses études à l'académie royale militaire de Woolwich. En 1809 il entra dans le Génie royal et participa à la guerre d'indépendance espagnole ainsi qu'aux autres différentes guerres sur le continent sauf la bataille de Waterloo car à l'époque il était à Ostende en Belgique où il montait des fortifications. En 1824 il passa dans les Forces coloniales et fut affecté aux Caraïbes. Il se maria en 1830 et eut un fils Reginald. En 1834 il devint Secrétaire particulier du Commandant en Chef des Forces navales britanniques (First Lord of the Admiralty), George Eden, 1er comte d'Auckland; un an plus tard il fut envoyé au Canada avec Archibald Acheson et sir Charles Edward Grey pour étudier les plaintes des habitants puis revint en Angleterre en avril 1837. Il fut nommé gouverneur de Nouvelle-Galles du Sud le 5 octobre 1837 et arriva à Sydney le 23 février 1838.

## Gouverneur de Nouvelle-Galles du Sud
Il fut gouverneur dans une période de transition pour les colons australiens avec la formation d'un véritable gouvernement local et la limitation de l'annexion des terres par des squatters.  Gipps s'intéressa beaucoup aux problèmes d'éducation  ainsi qu'aux conséquences de l'arrêt de l'envoi de bagnards.

### Éducation
En 1844, moins de la moitié des enfants de la colonie allaient dans une école, publique ou privée. Il y avait à l'époque de grandes discussions pour savoir s'il fallait continuer de subventionner des écoles privées qui avaient l'inconvénient d'endoctriner les élèves et d'être très souvent de mauvais niveau ou de promouvoir un enseignement public entièrement dépendant du gouvernement. Le principal obstacle à la deuxième solution venait de l'Église anglicane et le problème ne fut toujours pas réglé au départ de Gipps.

### Gestion des propriétés
Une autre des principales tâches de Gipps fut de tenir tête aux squatteurs en limitant la surface des propriétés allouées, créant des impôts fonciers, réservant des terres à l'état. Il dut faire face à des massacres par des squatteurs d'aborigènes à qui les squatteurs voulaient prendre leur terrain. Ce fut le cas notamment en 1838, des massacres de Myall et de Waterloo Creek où en deux endroits différents 100 à 300 aborigénes selon les sources furent tués. Des squatteurs furent jugés une première fois et acquittés mais en appel sept furent condamnés à mort pour des massacres d'enfants et pendus.
N'arrivant pas à calmer la situation, Gipps décida en avril 1844 de créer un impôt de 10 £  par an pour tous les fermiers, de limiter la superficie des nouvelles propriétés à 50 km²; d'indiquer que toute propriété ne pouvait avoir plus de 500 bovins et 7 000 ovins ce qui souleva une tempête de protestations de la part des squatteurs et la création de l'"Association des Éleveurs de Nouvelle-Galles du Sud" (la Pastoral Association of New South Wales) mais les problèmes n'étaient toujours pas réglés à son départ (difficulté à faire appliquer la loi sur un terriroire aussi vaste, sans moyen de communication, sans remontée correcte de l'information).

### Gouverneur de Nouvelle-Zélande
En 1839, Gipps vit son mandat modifié par le gouvernement britannique: il fut nommé Commandant en chef et gouverneur général de toute la Nouvelle-Galles du Sud qui comprenait aussi tous les nouveaux territoires que les britanniques pourraient annexer en Nouvelle-Zélande. William Hobson qui avait été nommé vice-gouverneur fut envoyé en Nouvelle-Zélande en janvier 1840. Des commerçants de Sydney avaient déjà spéculé sur les terres Māori. Aussi, le lendemain du départ de Hobson, Gipps informa publiquement qu'aucun titre de propriété ne serait reconnu valable en Nouvelle-Zélande si le terrain ne provenait pas d'un territoire de la couronne. C'est ce que l'on retrouve dans l'article 2 du traité de Waitangi.
Tant que les mesures gouvernementales ne purent pas être prises en Nouvelle-Zélande, le parlement de Nouvelle-Galles du Sud vota les lois du nouvel état et les lois de la Nouvelle-Galles du Sud s'appliquèrent en Nouvelle-Zélande. Des renforts militaires et civils furent envoyés pour aider Hobson en cas d'empêchement. L'administration quotidienne du territoire fut de la responsabilité de Hobson, tandis que Gipps n'exerçait de contrôle que pour les questions les plus importantes et ceci dura jusqu'en mai 1841, quand la Nouvelle-Zélande devint une colonie ayant son propre droit.

### Chute des prix
L'envoi de bagnards prit fin en 1843 au grand détriment des gros propriétaires qui perdirent là une source de main d'œuvre bon marché. Gripps était largement partisan de nouveaux immigrants libres venant avec l'aide financière du gouvernement et il continua de distribuer des primes.
Pendant trois ans, le pays connut la sècheresse ce qui entraina une diminution du travail à fournir
Tout ceci entraina une baisse du prix des terres et un dénigrement du gouverneur par les gros propriétaires et les autres parties intéressées au système. 

## Retour en Angleterre

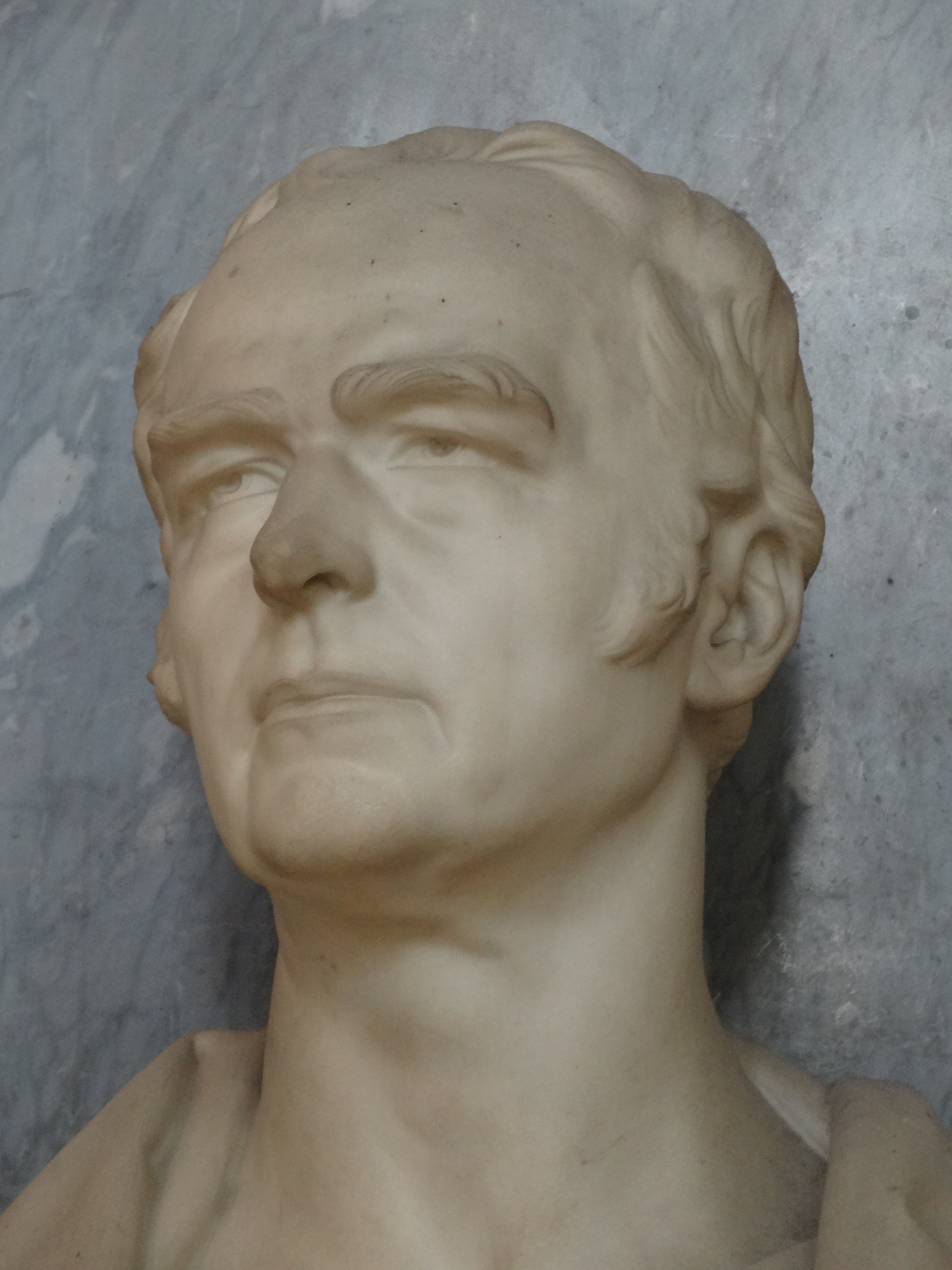
Monument dédié à George Gipps dans la cathédrale de Canterbury.

Très consciencieux dans son travail, Gipps dépensa beaucoup de force dans un travail exténuant et sous les invectives constantes des squatteurs aussi sa santé s'en trouva-t-elle altérée. Son mandat fut prolongé de deux ans alors qu'il n'était prévu que pour six ans car le Ministère des Colonies appréciait beaucoup son travail. Gipps ne put pas attendre l’arrivée de son successeur Charles Augustus FitzRoy et quitta Sydney en juillet 1846.
Il arriva en Angleterre en novembre et mourut d'un infarctus du myocarde à Canterbury  le 28 février 1847.